# Humboldt, Illinois
Humboldt là một làng thuộc quận Coles, tiểu bang Illinois, Hoa Kỳ. Năm 2010, dân số của làng này là 437 người.

## Dân số
Dân số qua các năm:
- Năm 2000: 481 người.
- Năm 2010: 437 người.